# Liste der Werke der Bibliotheca Teubneriana
Die Liste der Werke der Bibliotheca Teubneriana führt Werke auf, die in der Bibliotheca Teubneriana (oft abgekürzt BT, mit vollem Titel: Bibliotheca scriptorum Graecorum et Romanorum Teubneriana (lat. „Teubners Bibliothek griechischer und lateinischer Schriftsteller“)) enthalten sind, einer 1849 begründeten traditionsreichen Editionsreihe griechischer und lateinischer Literatur von der Antike bis zur Neuzeit.
Die folgende Übersicht erhebt keinen Anspruch auf Aktualität oder Vollständigkeit.

## Bände (Auswahl)
degruyter.com
- Valerius Maximus: Factorum et dictorum memorabilium libri IX. Volumen II, Libri VII–IX (1998). Hrsg. v. Briscoe, John
- Valerius Maximus: Factorum et dictorum memorabilium libri IX. Volumen I, Libri I–VI (1998). Hrsg. v. Briscoe, John
- Lucius Caelius Firmianus Lactantius: Divinarum institutionum libri septem. Fasc. 1, Libri I et II (2005). Hrsg. v. Heck, Eberhard / Wlosok, Antonie
- Psellus, Michael: Epistulae (2019). Hrsg. v. Papaioannou, Stratis
- Athenaeus Naucratites: Athenaei Naucratitae Dipnosophistarum libri XV. Vol. III, Libri XI–XV. Indices (1992). Hrsg. v. Kaibel, Georg
- Athenaeus Naucratites: Deipnosophistae. Volumen IV, A: Libri XII–XV; B: Epitome (2020). Hrsg. v. Olson, S. Douglas
- Blossius Aemilius Dracontius: Carmina profana (2017). Hrsg. v. Zwierlein, Otto
- Aelius Donatus: Aeli Donati quod fertur Commentum ad Andriam Terenti (2017). Hrsg. v. Cioffi, Carmela
- Aurelius Augustinus: Contra Academicos, De beata vita, De ordine (2017). Hrsg. v. Fuhrer, Therese / Adam, Simone
- Metochites, Theodorus: Orationes (2018). Hrsg. v. Polemis, Ioannis / Kaltsogianni, Eleni
- Plutarchus: Moralia. Volumen V/Fasc. 2/Pars 2: Moralia (2015). Hrsg. v. Häsler, Berthold
- Plutarchus: Moralia. Volumen V/Fasc. 2/Pars 1: Moralia (2015). Hrsg. v. Mau, Jürgen
- Porphyrius: Porphyrii sententiae ad intelligibilia ducentes (1975). Hrsg. v. Lamberz, Erich
- Homerus: Odyssea (2017). Hrsg. v. West, Martin L.
- Porphyrius: Commentarius in Claudii Ptolemaei Harmonica (2016). Hrsg. v. Raffa, Massimo
- Theophylactus Simocatta: Theophylacti Simocattae historiae (1972). Hrsg. v. Boor, Carolus de
- Athenaeus Naucratites: Athenaei Naucratitae Dipnosophistarum libri XV. Volume II, Libri VI-X (1985). Hrsg. v. Kaibel, Georg
- Manethon: Apotelesmatica (2020). Hrsg. v. Monaco, Davide
- Sulpicius Victor: Institutiones oratoriae (2020). Hrsg. v. Jakobi, Rainer
- Cornutus, Lucius Annaeus: Compendium de Graecae Theologiae traditionibus (2018). Hrsg. v. Torres, José B.
- Aristoteles: De interpretatione (2014). Hrsg. v. Weidemann, Hermann
- Fragmenta oratorum Romanorum (2020). Hrsg. v. Balbo, Andrea
- Gorgias: Helenae encomium (2016). Hrsg. v. Donadi, Francesco
- Nemesius Emesenus: Nemesii Emeseni De natura hominis (1987). Hrsg. v. Morani, Moreno
- Sappho: Opera omnia (2020). Hrsg. v. Obbink, Dirk
- C. Marius Victorinus: Commenta in Ciceronis Rhetorica (2013). Hrsg. v. Riesenweber, Thomas
- Athenaeus Naucratites: Athenaei Naucratitae Dipnosophistarum libri XV. Volume I, Libri I-V (2008). Hrsg. v. Kaibel, Georg
- Dorotheus Sidonius: Dorothei Sidonii carmen astrologicum (1976). Hrsg. v. Pingree, David
- Martianus Capella: Martianus Capella (1983). Hrsg. v. Willis, James
- Aristoteles: Physica [et alia scientifica opera] (1879). Hrsg. v. Prantl, Carl von / et al.
- Georgius: Georgii Monachi chronicon. Volumen I: Textum genuinum usque ad Vespasiani imperium continens (1978) Hrsg. v. Boor, Carl de
- Carolla, Pia: Excerpta historica quae Constantini VII Porphyrogeniti dicuntur (2019)
- Michael Psellus: Orationes funebres. Volumen 1: Orationes funebres (2014). Hrsg. v. Polemis, Ioannis
- Appianus: Appiani Historia Romana. Volumen II: Appiani Historia Romana (2012). Hrsg. v. Viereck, Paul
- Appianus: Appiani Historia Romana. Volumen I: Prooemium. Iberica. Annibaica. Libyca. Illyrica. Syriaci. Mithridatica. Fragmenta (2012). Hrsg. v. Viereck, Paul / Roos, Antoon G.
- Dinarchus: Dinarchi orationes cum fragmentis (1975). Hrsg. v. Conomis, Nicos C.
- Diophantus Alexandrinus: Diophanti Alexandrini opera omnia cum Graecis commentariis. Volumen II Continens pseudepigrapha; testimonia veterum; pachymerae paraphrasin; planudis commentarium; scholia vetera; omnia fere adhuc inedita; cum prolegomenis et indicibus (1974). Hrsg. v. Tannery, Paul
- Paulus Alexandrinus: Eisagogika / Elementa apotelesmatica (1958). Hrsg. v. Boer, Emilie
- Iustinus, Marcus Iunianus: M. Iuniani Iustini epitoma Historiarum Philippicarum Pompei Trogi (1985). Hrsg. v. Seel, Otto
- Lucius Annaeus Seneca: L. Annaei Senecae opera quae supersunt. Supplementum L. Annaei Senecae opera quae supersunt (2011). Hrsg. v. Haase, Friedrich
- Lucius Annaeus Seneca: L. Annaei Senecae opera quae supersunt. Volumen III: L. Annaei Senecae opera quae supersunt (2011). Hrsg. v. Haase, Friedrich
- Lucius Annaeus Seneca: L. Annaei Senecae opera quae supersunt. Volumen II: L. Annaei Senecae opera quae supersunt (2011). Hrsg. v. Haase, Friedrich
- Lucius Annaeus Seneca: L. Annaei Senecae opera quae supersunt. Volumen I: L. Annaei Senecae opera quae supersunt (1902). Hrsg. v. Haase, Friedrich
- Abu-Ma’shar Jafar Ibn-Muhammad: Albumasaris de revolutionibus nativitatum (1968) Hrsg. v. Pingree, David
- Diophantus Alexandrinus: Diophanti Alexandrini opera omnia cum Graecis commentariis. Volumen I: Diophanti quae exstant omnia continens (1974) Hrsg. v. Tannery, Paul
- Heron Alexandrinus: Heronis Alexandrini opera quae supersunt omnia. Volumen I Pneumatica et automata (1976). Hrsg. v. Schmidt, Wilhelm
- Sextus Empiricus: Sexti Empirici opera. Volumen IV: Indices (1962)
- Sextus Empiricus: Sexti Empirici opera. Volumen III: Adversus mathematicos (1961). Hrsg. v. Mau, Jürgen
- Sextus Empiricus: Sexti Empirici opera. Volumen II: Adversus dogmaticos (1984). Hrsg. v. Mutschmann, Hermann
- Sextus Empiricus: Sexti Empirici opera. Volumen I: Pyrroneion hypotyposeon (1958). Hrsg. v. Mau, Jürgen
- Artemidorus Daldianus: Artemidori Daldiani Onirocriticon libri V (2011). Hrsg. v. Pack, Roger Ambrose
- Nonius Marcellus: De compendiosa doctrina libri XX. Volumen III, Libri V–XX et indices continens (2003). Hrsg. v. Lindsay, Wallace M.
- Titus Livius: Titi Livi Ab urbe condita. Libri XXIII–XXV (2011). Hrsg. v. Dorey, Thomas Alan
- Iohannes Alexandrinus: Praecepta Tonica (2014). Hrsg. v. Xenis, Georgios A.
- Aesopus: Corpus fabularum Aesopicarum. Vol. I, Fasc. 2: Fabulae Aesopicae soluta oratione conscriptae (1959) Hrsg. v. Hunger, Herbert
- Nonius Marcellus: De compendiosa doctrina libri XX. Volumen II, Liber IV continens (2003). Hrsg. v. Lindsay, Wallace M.
- Aesopus: Corpus fabularum Aesopicarum. Vol. I, Fasc. 1: Fabulae Aesopicae soluta oratione conscriptae (2012) Hrsg. v. Hunger, Herbert
- Phlegon <Trallianus>: Opuscula de rebus mirabilibus et de longaevis (2010) Hrsg. v. Stramaglia, Antonio
- Ioannes Philoponus: De usu astrolabii eiusque constructione / Über die Anwendung des Astrolabs und seine Anfertigung (2014) Hrsg. v. Stückelberger, Alfred
- Scholia in Claudii Aeliani libros de natura animalium (2017). Hrsg. v. Meliadò, Claudio
- Nonius Marcellus: De compendiosa doctrina libri XX. Volumen I: Libri I–III, argumentum, indicem siglorum et praefationem continens (2003). Hrsg. v. Lindsay, Wallace M.
- Aurelius Augustinus: Sancti Aurelii Augustini episcopi de civitate dei libri XXII. Vol. II: Lib. XIV–XXII (1993). Hrsg. v. Dombart, Bernhard / Kalb, Alfons
- Augustinus, Aurelius: Sancti Aurelii Augustini episcopi de civitate dei libri XXII. Volumen I: Libri I–XIII (1993). Hrsg. v. Dombart, Bernhard / Kalb, Alfons
- Gaius Iulius Caesar: Commentarii rerum gestarum. Volumen III: Commentarii belli Alexandrini, belli Africi, belli Hispaniensis (1993) Hrsg. v. Klotz, Alfred
- Gaius Iulius Caesar: Commentarii rerum gestarum. Volumen II: Commentarii belli civilis (1992). Hrsg. v. Klotz, Alfred
- Gaius Iulius Caesar: Commentarii rerum gestarum. Volumen I: Bellum Gallicum (1997). Hrsg. v. Hering, Wolfgang
- Pindarus: Carmina cum fragmentis. Pars II: Fragmenta. Indices (2001). Hrsg. v. Maehler, Herwig
- Euripides: Bacchae (1982). Hrsg. v. Kopff, Christian E.
- Arethas Caesariensis: Arethae archiepiscopi Caesariensis scripta minora. Volumen II: Arethae archiepiscopi Caesariensis scripta minora (1972). Hrsg. v. Westerink, Leendert G.
- Pamprepius Panopolitanus: Pamprepii Panopolitani carmina (1979) Hrsg. v. Livrea, Enrico
- Arethas Caesariensis: Arethae archiepiscopi Caesariensis scripta minora. Volumen I Arethae archiepiscopi Caesariensis scripta minora (1968) Hrsg. v. Westerink, Leendert G.
- Apollonius Pergaeus: Apollonii Pergaei quae Graece exstant cum commentariis antiquis. II Apollonii Pergaei quae Graece exstant cum commentariis antiquis (1974) Hrsg. v. Heiberg, Johannes Ludwig
- Apollonius Pergaeus: Apollonii Pergaei quae Graece exstant cum commentariis antiquis. I Apollonii Pergaei quae Graece exstant cum commentariis antiquis (1974) Hrsg. v. Heiberg, Johannes Ludwig
- Dionysius Halicarnasseus: Antiquitatum Romanarum quae supersunt. Volume VII Supplementum Indices Continens (1998) Hrsg. v. Jacoby, Karl
- Faltonia Betitia Proba: Cento Vergilianus (2015) Hrsg. v. Fassina, Alessia / Lucarini, Carlo M.
- Cicero, Marcus Tullius: Supplementum Ciceronianum. M. Tulli Ciceronis de virtutibus libri fragmenta (1908) Hrsg. v. Knoellinger, Hermann
- Dionysius Halicarnasseus: Antiquitatum Romanarum quae supersunt. Volume VI Opusculorum vol. II (1997) Hrsg. v. Usener, Hermann / Radermacher, Ludwig
- Dionysius Halicarnasseus: Antiquitatum Romanarum quae supersunt. Volume V Opusculorum vol. I (1997) Hrsg. v. Usener, Hermann / Radermacher, Ludwig
- Dionysius Halicarnasseus: Antiquitatum Romanarum quae supersunt. Volume IV Libri X–XX (1997) Hrsg. v. Jacoby, Karl
- Ps.-Plutarchus: De musica (2020) Hrsg. v. Meriani, Angelo
- Dionysius Halicarnasseus: Antiquitatum Romanarum quae supersunt. Volume III Libri VII–IX (1997) Hrsg. v. Jacoby, Karl
- Dionysius Halicarnasseus: Antiquitatum Romanarum quae supersunt. Volume II Libri IV–VI (1997) Hrsg. v. Jacoby, Karl
- Dionysius Halicarnasseus: Antiquitatum Romanarum quae supersunt. Volume I Libri I–III (1995) Hrsg. v. Jacoby, Karl
- Titus Livius: Titi Livi Ab urbe condita. Libri XLI–XLV (1986) Hrsg. v. Briscoe, John
- Xenophon: Xenophontis Historia Graeca (1894) Hrsg. v. Keller, Otto
- Xenophon: Apomnemoneumata (1895) Hrsg. v. Gilbert, Walther
- Anthologia lyrica (1907) Hrsg. v. Bergk, Theodor / Hiller, Eduardus / Crusius, Otto
- Demosthenes: Orationes XLI–LXI (1886) Hrsg. v. Dindorf, Wilhelm
- Demosthenes: Orationes XX–XL (1887) Hrsg. v. Dindorf, Wilhelm
- Demosthenes: Demosthenis Orationes. Volumen I/Pars II Orationes XVIII–XIX (1898) Hrsg. v. Blass, Friedrich / Dindorf, Wilhelm
- Demosthenes: Demosthenis Orationes. Volumen I/Pars I Orationes I–XVII (1890) Hrsg. v. Dindorf, Wilhelm
- Quintilianus, Marcus Fabius: M. Fabii Quintiliani Institutionis oratoriae libri XII. Pars 2 Libros VII–XII continens (1959) Hrsg. v. Radermacher, Ludwig
- Quintilianus, Marcus Fabius: M. Fabii Quintiliani Institutionis oratoriae libri XII. Pars 1 Libros I–VI continens (1971) Hrsg. v. Radermacher, Ludwig
- Xenophon: De re equestri (1964) Hrsg. v. Widdra, Klaus
- Gellius, Aulus: A. Gellii Noctium Atticarum libri XX. Volumen II Libri XI–XX (1981) Hrsg. v. Hosius, Karl
- Gellius, Aulus: A. Gellii Noctium Atticarum libri XX. Volumen I Libri I–X (1981) Hrsg. v. Hosius, Karl
- Nepos, Cornelius: Cornelii Nepotis Vitae (2011) Hrsg. v. Fleckeisen, Alfred
- Plautus, Titus Maccius: Bacchides captivos casinam complectens (1904) Hrsg. v. Goetz, Georg / Schöll, Friedrich
- Arrianus, Flavius: Arriani Anabasis (1895) Hrsg. v. Abicht, Karl
- Georgius: Georgii Monachi chronicon. Volumen II Textum genuinum inde a Vespasiani imperio continens (1978) Hrsg. v. Boor, Carl de
- Prophetarum vitae fabulosae (2011) Hrsg. v. Schermann, Theodorus
- Vitruvius: Vitruvii de architectura libri decem (1912) Hrsg. v. Krohn, Fritz
- Epistulae privatae graecae (1906) Hrsg. v. Witkowski, Stanislaw
- Terentius Afer, Publius: P. Terenti Afri comoediae (1898) Hrsg. v. Fleckeisen, Alfred
- Archimedes: Archimedis opera omnia. Volumen II Archimedis opera omnia (2011) Hrsg. v. Heiberg, Johan Ludvig
- Archimedes: Archimedis opera omnia. Volumen I Archimedis opera omnia (1972) Hrsg. v. Heiberg, Johan Ludvig
- Demosthenes: Demosthenes’ Neun philippische Reden (1913) Hrsg. v. Thalheim, Theodor
- Tacitus, P. Cornelius: Cornelii Taciti libri qui supersunt. Fasciculus 3 Agricola (2010) Hrsg. v. Delz, Josef
- Strobl, Wolfgang: Vita Caroli Magni (2022) Hrsg. v. Strobl, Wolfgang
- Silentiarius, Paulus: Descriptio Sanctae Sophiae. Descriptio Ambonis (2011) Hrsg. v. Stefani, Claudio de
- Aelianus, Claudius: De natura animalium (2009) Hrsg. v. García Valdés, Manuela / Llera Fueyo, Luis Alfonso / Rodríguez-Noriega Guillén, Lucía
- Iulianus Augustus: Iuliani Augusti Opera (2015) Hrsg. v. Nesselrath, Heinz-Günther
- Severus Sophista Alexandrinus: Progymnasmata quae exstant omnia (2009) Hrsg. v. Amato, Eugenio
- Lucretius Carus, Titus: De rerum natura libri VI (2019) Hrsg. v. Deufert, Marcus
- Marcus Tullius Cicero: M. Tulli Ciceronis scripta quae manserunt omnia. Fasc 45 De natura deorum (2008) Hrsg. v. Plasberg, Otto / Ax, Wilhelm
- Pindarus: Carmina cum fragmentis. Pars I Epinicia (2008) Hrsg. v. Maehler, Herwig / Snell, Bruno
- Asterius: Liber ad Renatum monachum (2011) Hrsg. v. Jakobi, Rainer
- Anonymus <Londiniensis>: De medicina (2011) Hrsg. v. Manetti, Daniela
- Fragmenta poetarum Latinorum epicorum et lyricorum (2010) Hrsg. v. Blänsdorf, Jürgen / Büchner, Karl / Morel, Willy
- Lucius Caelius Firmianus Lactantius: Divinarum institutionum libri septem. Fasc 4 Liber VII (2011) Hrsg. v. Heck, Eberhard / Wlosok, Antonie
- Priscus Panita: Excerpta et fragmenta (2008) Hrsg. v. Carolla, Pia
- Cornelius Tacitus: Cornelii Taciti libri qui supersunt. Pars 2 Annales libri XI–XVI (1986) Hrsg. v. Wellesley, Kenneth
- Horatius Flaccus, Quintus: Opera (2010) Hrsg. v. Shackleton Bailey, David R.
- Horatius Flaccus, Quintus: Opera (2008) Hrsg. v. Klingner, Friedrich
- Aeschylos: Aeschyli Tragoediae cum Incerti Poetae Prometheo (2007) Hrsg. v. West, Martin L.
- Curtius Rufus, Quintus: Historiae (2009) Hrsg. v. Lucarini, Carlo M.
- Hermias Alexandrinus: In Platonis Phaedrum Scholia (2012) Hrsg. v. Lucarini, Carlo M. / Moreschini, Claudio
- Lucius Caelius Firmianus Lactantius: Divinarum institutionum libri septem. Fasc 3 Libri V et VI (2014) Hrsg. v. Heck, Eberhard / Wlosok, Antonie
- Vergilius Maro, Publius: Bucolica et Georgica (2013) Hrsg. v. Ottaviano, Silvia / Conte, Gian Biagio
- Vergilius Maro, Publius: Aeneis (2009) Hrsg. v. Conte, Gian Biagio
- Poetae epici Graeci. Testimonia et fragmenta. Fasc 3 Musaeus. Linus. Epimenides. Papyrus Derveni. Indices (2007) Hrsg. v. Bernabé, Alberto
- Persius Flaccus, Aulus: Saturarum liber (2007) Hrsg. v. Kißel, Walter
- Lucius Caelius Firmianus Lactantius: Divinarum institutionum libri septem. Fasc 2 Libri III et IV (2007) Hrsg. v. Heck, Eberhard / Wlosok, Antonie
- Epictetus: Encheiridion (2007) Hrsg. v. Boter, Gerard
- M. Tulli Ciceronis scripta quae manserunt omnia. Fasc 24 Oratio de provinciis consularibus. Oratio pro L. Cornelio Balbo (2007) Hrsg. v. Maslowski, Tadeusz
- Diogenes Laertius: Diogenis Laertii Vitae philosophorum. Volume III Indices (2002) Hrsg. v. Marcovich, Miroslav
- Diogenes Laertius: Diogenis Laertii Vitae philosophorum. Volume II Excerpta Byzantina et Indices (1999) Hrsg. v. Marcovich, Miroslav
- Diogenes Laertius: Diogenis Laertii Vitae philosophorum. Volume I Libri I–X (2008) Hrsg. v. Marcovich, Miroslav / Gärtner, Hans
- Plutarchus: Demosthenes et Cicero (1994) Hrsg. v. Ziegler, Konrat
- Plutarchus: Alexander et Caesar (1994) Hrsg. v. Ziegler, Konrat
- Plutarchus: Vitae parallelae. Volumen IV Indices (1998) Hrsg. v. Gärtner, Hans / Ziegler, Konrat
- Plutarchus: Vitae parallelae. Volumen III/Fasc. 2 Vitae parallelae (2014) Hrsg. v. Ziegler, Konrat
- Plutarchus: Vitae parallelae. Volumen III/Fasc. 1 Vitae parallelae (1996) Hrsg. v. Ziegler, Konrat / Gärtner, Hans
- Plutarchus: Vitae parallelae. Volumen II/Fasc. 2 Vitae parallelae (1994) Hrsg. v. Lindskog, Claes / Ziegler, Konrat / Gärtner, Hans
- Plutarchus: Vitae parallelae. Volumen II/Fasc. 1 Vitae parallelae (1993) Hrsg. v. Lindskog, Claes / Ziegler, Konrat / Gärtner, Hans
- Plutarchus: Vitae parallelae. Volumen I/Fasc. 2 Vitae parallelae (1994) Hrsg. v. Lindskog, Claes / Ziegler, Konrat / Gärtner, Hans
- Plutarchus: Vitae parallelae. Volumen I/Fasc. 1 Vitae parallelae (2000) Hrsg. v. Gärtner, Hans / Ziegler, Konrat
- Aeschylus: Aeschyli Supplices (1992) Hrsg. v. West, Martin L.
- Aeschylus: Aeschyli Septem contra Thebas (1992) Hrsg. v. West, Martin L.
- Aeschylus: Aeschyli Prometheus (1992) Hrsg. v. West, Martin L.
- Aeschylus: Aeschyli Persae (1991) Hrsg. v. West, Martin L.
- Aeschylus: Aeschyli Eumenides (1991) Hrsg. v. West, Martin L.
- Aeschylus: Aeschyli Choephoroe (1991) Hrsg. v. West, Martin L.
- Aeschylus: Aeschyli Agamemnon (1991) Hrsg. v. West, Martin L.
- Michael Psellus: Theologica. Volume II Theologica (2002) Hrsg. v. Duffy, John M. / Westerink, Leendert G.
- Michael Psellus: Theologica. Volume I Theologica (1989) Hrsg. v. Gautier, Paul
- Sortes Astrampsychi. Volume II Ecdosis altera (2001) Hrsg. v. Stewart, Randall
- Scriptores physiognomonici. Volume II Physiognomonica anonymi, Pseudopolemonis, Rasis, Secreti secretorum Latine, anonymi Graece, fragmenta, indices continens (1994) Hrsg. v. Förster, Richard
- Scriptores physiognomonici. Volume I Physiognomonica Pseudaristotelis, Graece et Latine, Adamantii cum epitomis Graece, Polemonis e recensione Georgii Hoffmanni Arabice et Latine continens (1994) Hrsg. v. Förster, Richard
- Scriptores historiae Augustae. Volume II Scriptores historiae Augustae (1997) Hrsg. v. Samberger, Christa / Seyfarth, Wolfgang / Hohl, Ernst
- Scriptores historiae Augustae. Volume I Scriptores historiae Augustae (1997) Hrsg. v. Samberger, Christa / Seyfarth, Wolfgang / Hohl, Ernst
- Flavius Arrianus: Scripta. Vol. II Scripta minora et fragmenta (2002) Hrsg. v. Roos, A. G. / Wirth, Gerhard
- Flavius Arrianus: Scripta. Volume I Alexandri anabasis (2002) Hrsg. v. Roos, A. G. / Wirth, Gerhard
- Marcus Tullius Cicero: M. Tulli Ciceronis scripta quae manserunt omnia. Fasc 47 Cato maior. Laelius. De gloria (1997) Hrsg. v. Plasberg, Otto / Simbeck, K.
- Marcus Tullius Cicero: M. Tulli Ciceronis scripta quae manserunt omnia. Fasc 46 De divinatione. De fato. Timaeus (1987) Hrsg. v. Plasberg, Otto / Ax, Wilhelm
- Marcus Tullius Cicero: M. Tulli Ciceronis scripta quae manserunt omnia. Fasc 44 Tusculanae disputationes (1982) Hrsg. v. Pohlenz, Max
- Marcus Tullius Cicero: M. Tulli Ciceronis scripta quae manserunt omnia. Fasc 43 De finibus bonorum et malorum (2005) Hrsg. v. Moreschini, Claudio
- Marcus Tullius Cicero: M. Tulli Ciceronis scripta quae manserunt omnia. Fasc 42 Academicorum reliquiae cum Lucullo (1996) Hrsg. v. Plasberg, Otto
- Marcus Tullius Cicero: M. Tulli Ciceronis scripta quae manserunt omnia. Fasc 39 De re publica (2001) Hrsg. v. Ziegler, Konrat
- Marcus Tullius Cicero: M. Tulli Ciceronis scripta quae manserunt omnia. Fasc 38 Epistulae ad Quintum fratrem. Epistulae ad M. Brutum. Commentariolum petitionis. Fragmenta epistularum (1988) Hrsg. v. Shackleton Bailey, David R.
- Marcus Tullius Cicero: M. Tulli Ciceronis scripta quae manserunt omnia. Fasc 34 Epistulae ad Atticum (1987) Hrsg. v. Shackleton Bailey, David R.
- Marcus Tullius Cicero: M. Tulli Ciceronis scripta quae manserunt omnia. Fasc 34A Epistulae ad Atticum (1987) Hrsg. v. Shackleton Bailey, David R.
- Marcus Tullius Cicero: M. Tulli Ciceronis scripta quae manserunt omnia. Fasc 30 Epistulae ad familiares. Libri I–XVI (1987) Hrsg. v. Shackleton Bailey, David R.
- Marcus Tullius Cicero: M. Tulli Ciceronis scripta quae manserunt omnia. Fasc 28 In M. Antonium orationes Philippicae XIV (1986) Hrsg. v. Fedeli, Paolo
- Marcus Tullius Cicero: M. Tulli Ciceronis scripta quae manserunt omnia. Fasc 25 Orationes pro Cn. Plancio, pro C. Rabirio postumo (1981) Hrsg. v. Olechowska, Elzbieta
- Marcus Tullius Cicero: M. Tulli Ciceronis scripta quae manserunt omnia. Fasc 25A Pro M. Aemilio Scauro oratio (1984) Hrsg. v. Olechowska, Elzbieta
- Marcus Tullius Cicero: M. Tulli Ciceronis scripta quae manserunt omnia. Fasc 23 Orationes in P. Vatinium testem. Pro M. Caelio (1995) Hrsg. v. Maslowski, Tadeusz
- Bd. 1193: Marcus Tullius Cicero: M. Tulli Ciceronis scripta quae manserunt omnia. Fasc 22 Oratio pro P. Sestio (1986) Hrsg. v. Maslowski, Tadeusz
- Marcus Tullius Cicero: M. Tulli Ciceronis scripta quae manserunt omnia. Fasc 21 Orationes cum senatui gratias egit, cum populo gratias egit, de domo sua, de haruspicum responsis (1981) Hrsg. v. Maslowski, Tadeusz
- Marcus Tullius Cicero: M. Tulli Ciceronis scripta quae manserunt omnia. Fasc 19 Oratio pro P. Sulla. Oratio pro Archia poeta (1993) Hrsg. v. Kasten, Helmut / Reis, Peter
- Marcus Tullius Cicero: M. Tulli Ciceronis scripta quae manserunt omnia. Fasc 17 Orationes in L. Catilinam quattuor (2003) Hrsg. v. Maslowski, Tadeusz
- Marcus Tullius Cicero: M. Tulli Ciceronis scripta quae manserunt omnia. Fasc 16 Orationes de lege agraria. Oratio pro C. Rabirio perduellionis reo (1983) Hrsg. v. Marek, Václav
- Marcus Tullius Cicero: M. Tulli Ciceronis scripta quae manserunt omnia. Fasc 7 Oratio pro P. Quinctio (1992) Hrsg. v. Reeve, Michael D.
- Marcus Tullius Cicero: M. Tulli Ciceronis scripta quae manserunt omnia. Fasc 5 Orator (2002) Hrsg. v. Westman, Rolf
- Cicero, Marcus Tullius: M. Tvlli Ciceronis scripta qvae manservnt omnia ; Fasc. 4 Brutus (1970) Hrsg. v. Malcovati, Henrica
- Marcus Tullius Cicero: M. Tulli Ciceronis scripta quae manserunt omnia. Fasc 3 De oratore (1995) Hrsg. v. Kumaniecki, Kazimierz F.
- Scholia vetera in Pindari carmina. Volumen II Scholia in Nemeonicas et Isthmionicas. Epimetrum. Indices (1997) Hrsg. v. Drachmann, Anders Bjørn
- Scholia vetera in Pindari carmina. Volumen II Scholia in Pythionicas (1997) Hrsg. v. Drachmann, Anders Bjørn
- Scholia vetera in Pindari carmina. Volumen I Scholia in Olympionicas (1997) Hrsg. v. Drachmann, Anders Bjørn
- Scholia Graeca in Aeschylum quae exstant omnia. Pars II/Fasc 2I Scholia in septem adversus Thebas continens (1982) Hrsg. v. Smith, Ole Langwitz
- Scholia Graeca in Aeschylum quae exstant omnia. Pars I Scholia in Agamemnonem, Choephoros, Eumenides, Supplices continens (1993) Hrsg. v. Smith, Ole Langwitz
- Bd. 1435: Homerus: Homeri Ilias. Volumen II Rhapsodiae XIII–XXIV. Indices (2000) Hrsg. v. West, Martin L.
- Homerus: Homeri Ilias. Volumen I Rhapsodiae I–XII (1998) Hrsg. v. West, Martin L.
- Ammianus Marcellinus: Rerum gestarum libri qui supersunt. Vol II Libri XXVI–XXXI (1999) Hrsg. v. Seyfarth, Wolfgang / Jacob-Karau, Liselotte / Ulmann, Ilse
- Ammianus Marcellinus: Rerum gestarum libri qui supersunt. Vol I Libri XIV–XXV (1999) Hrsg. v. Seyfarth, Wolfgang / Jacob-Karau, Liselotte / Ulmann, Ilse
- Poetae epici Graeci. Testimonia et fragmenta. Fasc 2 Orphicorum et Orphicis similium testimonia et fragmenta (2005) Hrsg. v. Bernabé, Alberto
- Poetae epici Graeci. Testimonia et fragmenta. Fasc 1 Orphicorum et Orphicis similium testimonia (2004) Hrsg. v. Gautier, Paul
- Poetae epici Graeci. Testimonia et fragmenta. Pars I Poetae epici Graeci (1996) Hrsg. v. Bernabé, Alberto
- Poetae elegiaci. Pars II Poetae elegiaci (2002) Hrsg. v. Gentili, Bruno / Prato, Carlo
- Poetae elegiaci. Pars I Poetarum elegiacorum testimonia et fragmenta (1988) Hrsg. v. Gentili, Bruno / Prato, Carlo
- Pletho, Georgius Gemistus: Georgii Gemisti Plethonis opuscula de historia Graeca (1989) Hrsg. v. Maltese, Enrico V.
- Pletho, Georgius Gemistus: Georgii Gemisti Plethonis contra scholarii pro Aristotele obiectiones (1988) Hrsg. v. Maltese, Enrico V.
- Michael Psellus: Philosophica minora. Volume II Opuscula psychologica, theologica, daemonologica (1989) Hrsg. v. O’Meara, Dominic J.
- Michael Psellus: Philosophica minora. Volume I Opuscula logica, physica, allegorica, alia (1992) Hrsg. v. Duffy, John M.
- Demosthenes: Demosthenis Orationes. Volume I/Pars II Oratio XVIII. De corona (2019) Hrsg. v. Fuhr, Carl
- Demosthenes: Demosthenis Orationes. Volumen I/Pars I–III Orationes I–XIX continens (1994) Hrsg. v. Fuhr, Carl
- Seneca, Lucius Annaeus <Philosophus>: Opera. Naturalium quaestionum libri (1996) Hrsg. v. Hine, Harry M.
- Seneca, Lucius Annaeus: Apocolocyntosis (1990) Hrsg. v. Roncali, Renata
- Macrobius, Ambrosius Theodosius: Opera. Volume 2 Commentarii in somnium Scipionis (1994) Hrsg. v. Willis, James
- Macrobius, Ambrosius Theodosius: Opera. Volume 1 Saturnalia (1994) Hrsg. v. Willis, James
- Apuleius Platonicus Madaurensis: Apulei Platonici Madaurensis opera quae supersunt. Vol III De philosophia libri (1991) Hrsg. v. Moreschini, Claudio
- Apuleius Platonicus Madaurensis: Apulei Platonici Madaurensis opera quae supersunt. Vol II/Fasc 1 Pro se de magia liber (Apologia) (1994) Hrsg. v. Helm, Rudolf
- Apuleius Platonicus Madaurensis: Apulei Platonici Madaurensis opera quae supersunt. Vol II/Fasc 2 Florida (1993) Hrsg. v. Helm, Rudolf
- Apuleius Platonicus Madaurensis: Apulei Platonici Madaurensis opera quae supersunt. Vol I Metamorphoseon libri XI (2001) Hrsg. v. Helm, Rudolf
- Heron Alexandrinus: Heronis Alexandrini opera quae supersunt omnia. Volumen V Heronis quae feruntur stereometrica et de mensuris (1976) Hrsg. v. Heiberg, Johannes Ludwig
- Heron Alexandrinus: Heronis Alexandrini opera quae supersunt omnia. Volumen IV Heronis definitiones cum variis collectionibus. Heronis quae feruntur geometrica (1976) Hrsg. v. Heiberg, Johannes Ludwig
- Heron Alexandrinus: Heronis Alexandrini opera quae supersunt omnia. Volumen III Rationes dimetiendi et commentatio dioptrica (1976) Hrsg. v. Schöne, Hermann
- Heron Alexandrinus: Heronis Alexandrini opera quae supersunt omnia. Volumen II Mechanica et catoprica (1976) Hrsg. v. Nix, L. / Schmidt, Wilhelm
- Procopius: Opera omnia. Volume IV Peri ktismaton libri VI sive de aedificiis cum duobus indicibus praefatione excerptisque photii adiectis (2001) Hrsg. v. Haury, Jakob / Wirth, Gerhard
- Procopius: Opera omnia. Volume III Historia quae dicitur arcana (2001) Hrsg. v. Haury, Jakob / Wirth, Gerhard
- Procopius: Opera omnia. Volume II De bellis libri V–VIII (2001) Hrsg. v. Haury, Jakob / Wirth, Gerhard
- Procopius: Opera omnia. Volume I De bellis libri I–IV (2001) Hrsg. v. Haury, Jakob / Wirth, Gerhard
- Vives, Juan Luis: Ioannis Lodovici Vivis Valentini praefatio in leges Ciceronis et aedes legum (1984) Hrsg. v. Matheeussen, Constant
- Lucianus: Luciani vitarum auctio. Piscator (1992) Hrsg. v. Itzkowitz, Joel B.
- Nepos, Cornelius: Vitae cum fragmentis (1991) Hrsg. v. Marshall, Peter K.
- Vettius Valens Antiochenus: Vettii Valentis Antiocheni anthologiarum libri novem (2010) Hrsg. v. Pingree, David
- Euripides: Troades (1993) Hrsg. v. Biehl, Werner
- Ovidius Naso, Publius: Tristia (1995) Hrsg. v. Hall, John B.
- Sophocles: Trachiniae (1996) Hrsg. v. Dawe, Roger D.
- Theosophorum Graecorum fragmenta (1995) Hrsg. v. Erbse, Hartmut
- Theophylactus Simocata: Theophylacti Simocatae epistulae (1985) Hrsg. v. Zanetto, Joseph
- Theognis Megarensis: Indicibus ad Theognidem adiectis (1998) Hrsg. v. Young, Douglas
- Statius, Publius Papinius: Thebais (2001) Hrsg. v. Klotz, Alfred / Klinnert, Thomas C.
- Hipponax: Testimonia et fragmenta (1991) Hrsg. v. Degani, Enzo
- Syncellus, Georgius: Syncellus, Georgius: Ecloga chronographica (1984) Hrsg. v. Mosshammer, A. A.
- Frontinus, Sextus Iulius: Strategemata (1990) Hrsg. v. Ireland, Robert I.
- Titus Livius: Titi Livi Ab urbe condita. Tom 2 Libri XXXVI–XL (1991) Hrsg. v. Briscoe, John
- Scriptores originum Constantinopolitanarum (1989) Hrsg. v. Preger, Theodor
- Scholia in Theocritum vetera (1966) Hrsg. v. Wendel, Carl
- Scholia in Ciceronis orationes Bobiensia (1971) Hrsg. v. Hildebrandt, Paul
- Scholia in Aratum vetera (1974) Hrsg. v. Martin, Jean
- Scholia in Aeschinem (1992) Hrsg. v. Dilts, Mervin R.
- Scholia Demosthenica. Volumen II Scholia in orationes 19–60 continens (1986) Hrsg. v. Dilts, Mervin R.
- Petronius Arbiter: Satyricon reliquiae (2004) Hrsg. v. Müller, Konrad
- Varro, Marcus Terentius: Saturarum Menippearum fragmenta (2002) Hrsg. v. Astbury, Raymond
- Iuvenalis, Decimus Iunius: Saturae sedecim (1997) Hrsg. v. Willis, James
- Titus Livius: Titi Livi Ab urbe condita. Tom 1 Libri XXXI–XXXV (1991) Hrsg. v. Briscoe, John
- Rhetores Graeci. Volumen XIV Prolegomenon Sylloge (1995) Hrsg. v. Rabe, Hugo
- Euripides: Rhesus (1993) Hrsg. v. Zanetto, Joseph
- Iulius Valerius <Alexander Polemius>: Res gestae Alexandri Macedonis (2004) Hrsg. v. Rosellini, Michela
- Euhemerus: Reliquiae (1991) Hrsg. v. Winiarczyk, Marek
- Herodianus: Regnum post Marcum (2005) Hrsg. v. Lucarini, Carlo Martino
- Plutarchus: Pythici dialogi (1997) Hrsg. v. Sieveking, Wilhelm
- Silius Italicus, Tiberius Catius Asconius: Sili Italici Punica (1987) Hrsg. v. Delz, Josef
- Iamblichus: Protrepticus. Ad fidem codicis Florentini (1996) Hrsg. v. Pistelli, Ermenegildo
- Johannes Caballinus de Cerronibus: Polistoria de virtutibus et dotibus Romanorum (1995) Hrsg. v. Laureys, Marc
- Stilbes, Konstantinos: Poemata (2005) Hrsg. v. Diethart, Johannes / Hörandner, Wolfram
- Livius, Titus: Titi Livi Ab urbe condita. Libri XXVIII–XXX (1986) Hrsg. v. Walsh, Patrick G.
- Psellus, Michael: Poemata (1992) Hrsg. v. Westerink, Leendert G.
- Euripides: Phoenissae (1988) Hrsg. v. Mastronarde, Donald John
- Hierocles / Philagrius: Philogelos (2000) Hrsg. v. Dawe, Roger D.
- Sophocles: Philoctetes (1996) Hrsg. v. Dawe, Roger D.
- Petronius: Petronii Arbitri Satyricon reliquiae (1995) Hrsg. v. Müller, Konrad
- Patrum Nicaenorum nomina Latine, Graece, Coptice, Syriace, Arabice, Armeniace (1995) Hrsg. v. Gelzer, Heinrich / Hilgenfeld, Heinrich / Cuntz, Otto
- Seneca, Lucius Annaeus <Rhetor>: Oratorum et rhetorum sententiae, divisiones, colores (1989) Hrsg. v. Håkanson, Lennart
- Psellus, Michael: Oratoria minora (1985) Hrsg. v. Littlewood, Antony Robert
- Aeschines Orator: Orationes (1997) Hrsg. v. Dilts, Mervin R.
- Psellus, Michael: Orationes panegyricae (1994) Hrsg. v. Dennis, George T.
- Psellus, Michael: Orationes hagiographicae (1994) Hrsg. v. Fisher, Elizabeth A.
- Psellus, Michael: Orationes forenses et acta (1994) Hrsg. v. Dennis, George T.
- Nicephorus Basilaca: Nicephori Basilacae orationes et epistolae (1984) Hrsg. v. Garzya, Antonio
- Theodorus: Opuscula rhetorica (2000) Hrsg. v. Tartaglia, Aloysius
- Palladius, Rutilius Taurus Aemilianus: Palladii Rutilii Tauri Aemiliani viri inlustris opus agriculturae. De veterinaria medicina. De insitione (1975) Hrsg. v. Rodgers, Robert H.
- Suetonius Tranquillus, Gaius: Opera (1993) Hrsg. v. Ihm, Maximilian
- Ptolemaeus, Claudius: Opera quae exstant omnia (1998) Hrsg. v. Hübner, Wolfgang
- Lobkowitz von Hassenstein, Bohuslaw: Opera poetica (2006) Hrsg. v. Vaculínová, Marta
- Hrotsvit: Opera omnia (2001) Hrsg. v. Berschin, Walter
- Titus Livius: Titi Livi Ab urbe condita. Libri XXVI–XXVII (1989) Hrsg. v. Walsh, Patrick G.
- Virgilius Maro Grammaticus: Opera omnia (2018) Hrsg. v. Löfstedt, Bengt
- Olympiodorus: Olympiodori in Platonis Gorgiam commentaria (1970) Hrsg. v. Westerink, Leendert Gerrit
- Sophocles: Oedipus rex (1996) Hrsg. v. Dawe, Roger D.
- Sophocles: Oedipus Coloneus (1996) Hrsg. v. Dawe, Roger D.
- Minucius Felix, Marcus: Octavius (1992) Hrsg. v. Kytzler, Bernhard
- Mythographi Graeci. Vol. I Apollodori bibliotheca. Pediasimi libellus de duodecim Herculis laboribus (1996) Hrsg. v. Wagner, Richard
- Babrius: Mythiambi Aesopei (1986) Hrsg. v. Luzzatto, Maria Jagoda / La Penna, Antonio
- Musonius Rufus, Gaius: C. Musonii Rufi reliquiae (1990) Hrsg. v. Hense, Otto
- Musici scriptores Graeci. [Hauptband] Aristoteles, Euclides, Nicomachus, Bacchius, Gaudentius, Alypius (2011) Hrsg. v. Jan, Carl
- Musici scriptores Graeci. [Supplement] Supplementum melodiarum reliquiae (2011) Hrsg. v. Jan, Carl
- Herodas: Mimiambi (2004) Hrsg. v. Cunningham, Ian C.
- Ovidius Naso, Publius: Metamorphoses (1998) Hrsg. v. Anderson, William S.
- Euripides: Medea (1992) Hrsg. v. Van Looy, Herman
- Lycurgus: Oratio in Leocratem (1970) Hrsg. v. Conomis, Nicos C.
- Balde, Jakob: Liber Epodon (2002) Hrsg. v. Winter, Ulrich
- Aurelius Victor, Sextus: Liber de Caesaribus (1993) Hrsg. v. Pichlmayr, Franz
- Euripides: Iphigenia Aulidensis (1988) Hrsg. v. Günther, Hans Christian
- Xenophon: Institutio Cyri (1968) Hrsg. v. Gemoll, Wilhelm / Peters, Jean
- Proclus Diadochus: In Platonis Cratylum commentaria (1994) Hrsg. v. Pasquali, Georgio
- Proclus Diadochus: Procli Diadochi hypotyposis astronomicarum positionum (1974) Hrsg. v. Manitius, Carolus
- Eudocia Augusta: Homerocentones (1999) Hrsg. v. Usher, Mark D.
- Velleius Paterculus: Vellei Paterculi historiarum ad M. Vinicium consulem libri duo (1998) Hrsg. v. Watt, William S.
- Karolellus atque Pseudo-Turpini Historia Karoli Magni et Rotholandi (1996) Hrsg. v. Schmidt, Paul Gerhard
- Historia Apollonii Regis Tyri (1988) Hrsg. v. Schmeling, Gareth
- Euripides: Hippolytus (1994) Hrsg. v. Stockert, Walter
- Hesiodus: Hesiodi carmina (1992) Hrsg. v. Rzach, Alois
- Hermeneumata Pseudodositheana Leidensia (2004) Hrsg. v. Flammini, Giuseppe
- Euripides: Heraclidae (1972) Hrsg. v. Garzya, Antonio
- Euripides: Hecuba (1990) Hrsg. v. Daitz, Stephen G.
- Cassianus <Bassus>: Geoponica sive Cassiani Bassi Scholastici De re rustica eclogae (1994) Hrsg. v. Beckh, Heinrich
- Theodorus Gaza: M. Tullii Ciceronis liber De senectute in Graecum translatus (1987) Hrsg. v. Salanitro, Giovanni
- Porphyrius: Porphyrii Philosophi fragmenta (1993) Hrsg. v. Smith, Andrew
- Iulius Firmicus Maternus: Matheseos libri VIII. Fasciculus I Libros IV priores et quinti prooemium continens (1968) Hrsg. v. Kroll, Wilhelm / Skutsch, Franz
- Iulius Firmicus Maternus: Matheseos libri VIII. Fasciculus II Libros IV posteriores cum praefatione et indicibus continens (1968) Hrsg. v. Kroll, Wilhelm
- Ovidius Naso, Publius: Fastorum libri sex (2005) Hrsg. v. Alton, E. H. / Wormell, Donald E. / Courtney, Edward
- Hyginus <Mythographus>: Fabulae (2002) Hrsg. v. Marshall, Peter K.
- Theon Smyrnaeus: Theonis Smyrnaei Philosophi Platonici Expositio rerum mathematicarum ad legendum Platonem utilium (1995) Hrsg. v. Hiller, Eduard
- Ovidius Naso, Publius: Ex Ponto libri quattuor (1990) Hrsg. v. Richmond, John A.
- Lactantius, Lucius Caecilius Firmianus: Epitome divinarum institutionum (1994) Hrsg. v. Heck, Eberhard / Wlosok, Antonie
- Vegetius Renatus, Flavius: Epitoma rei militaris. (1995) Hrsg. v. Önnerfors, Alf
- Vegetius Renatus, Flavius: Digesta artis mulomedicinae. (1903) Hrsg. v. Lommatzsch, Ernst
- Plinius Caecilius Secundus, Gaius: Epistularum libri novem. Epistularum ad Traianum liber. Panegyricus. (1992) Hrsg. v. Schuster, Mauriz / Hanslik, Rudolph
- Fronto, Marcus Cornelius: M. Cornelii Frontonis epistulae (1988) Hrsg. v. Hout, Michael P. J. van den
- Epicurus: Epistulae tres et ratae sententiae a Laertio Diogene servatae. Gnomologium Epicureum Vaticanum (1996) Hrsg. v. Mühll, Peter von der
- Aelianus, Claudius: Claudii Aeliani Epistulae et fragmenta (1994) Hrsg. v. Domingo-Forasté, Douglas
- Sepúlveda, Juan Ginés de: Epistolarum libri septem (2003) Hrsg. v. Valverde Abril, Juan J.
- Titus Livius: Titi Livi Ab urbe condita. Libri XXI–XXII (1971) Hrsg. v. Dorey, Thomas Alan
- Martialis, Marcus Valerius: Epigrammata (1990) Hrsg. v. Shackleton Bailey, David R.
- Dictys Cretensis: Ephemeridos belli Troiani libri (1994) Hrsg. v. Eisenhut, Werner
- Enzinas, Francisco de: Francisci Enzinatis Burgensis historia de statu Belgico deque religione Hispanica (1991) Hrsg. v. Socas, Francisco
- Ruhnken, David: Elogium Tiberii Hemsterhusii (2006) Hrsg. v. Nikitinski, Oleg
- Propertius, Sextus: Elegiarum libri IV (2006) Hrsg. v. Fedeli, Paolo
- Euripides: Electra (2002) Hrsg. v. Basta Donzelli, Giuseppina
- Dorpius, Martinus: Martini Dorpii Naldiceni Orationes IV (1986) Hrsg. v. Ijsewijn, Jozef
- Maximus Tyrius: Dissertationes (1994) Hrsg. v. Trapp, Michael B.
- Didymus: Didymi in Demosthenem commenta (1983) Hrsg. v. Pearson, Lionel / Stephens, Susan
- Calpurnius Flaccus: Declamationum excerpta (1978) Hrsg. v. Håkanson, Lennart
- Declamationes XIX maiores Quintiliano falso ascriptae (1982) Hrsg. v. Håkanson, Lennart
- Quintilianus, Marcus Fabius: Declamationes minores (1989) Hrsg. v. Shackleton Bailey, David R.
- Festus, Sextus Pompeius: De verborum significatu quae supersunt cum Pauli epitome. Thewrewkianis copiis usus (1997) Hrsg. v. Lindsay, Wallace M.
- Theodorus Prodromus: De Rhodanthes et Dosiclis amoribus libri IX (1992) Hrsg. v. Marcovich, Miroslav
- Calvete de Estrella, Juan Cristóbal: De rebus indicis ad Philippum Catholicum Hispaniarum et Indiarum Regem libri septem (1998) Hrsg. v. Martos, Juan J.
- Eustathius Macrembolites: De Hysmines et Hysminiae amoribus libri XI (2001) Hrsg. v. Marcovich, Miroslav
- Plutarchus: De Homero (1990) Hrsg. v. Kindstrand, Jan Fredrik
- Valla, Laurentius: Laurentii Vallae de falso credita et ementita Constantini donatione declamatio (1994) Hrsg. v. Schwahn, Walter
- Dares Phrygius: Daretis Phrygii de excidio Troiae historia (1991) Hrsg. v. Meister, Ferdinand
- Boethius, Anicius Manlius Severinus: De consolatione philosophiae. Opuscula theologica (2005) Hrsg. v. Moreschini, Claudio
- Chariton Aphrodisiensis: De Callirhoe narrationes amatoriae (2004) Hrsg. v. Reardon, Bryan P.
- Lucanus, Marcus Annaeus: De bello civili libri X (1997) Hrsg. v. Shackleton Bailey, David R.
- Hyginus: De astronomia (1992) Hrsg. v. Viré, Ghislaine
- Frontinus, Sextus Iulius: De aquaeductu urbis Romae (1998) Hrsg. v. Kunderewicz, Cezary
- Xenophon Ephesius: De Anthia et Habrocome Ephesiacorum libri V (2005) Hrsg. v. O’Sullivan, James N.
- Longus: Daphnis et Chloe (2001) Hrsg. v. Reeve, Michael D.
- Oppianus Apameensis: Cynegetica (2003) Hrsg. v. Papathomopoulos, Manolis
- Augustinus, Aurelius: Confessionum Libri XIII (1996) Hrsg. v. Skutella, Martin
- Grillius: Commentum in Ciceronis rhetorica (2002) Hrsg. v. Jakobi, Rainer
- Commentum Cornuti in Persium (2004) Hrsg. v. Clausen, Wendell V. / Zetzel, James E. G.
- Beda Venerabilis: Collectio Psalterii Bedae venerabili adscripta (2000) Hrsg. v. Browne, Gerald M.
- Cleomedes: Cleomedis Caelestia (Meteora) (1990) Hrsg. v. Todd, Robert B.
- Cato, Marcus Porcius: M. Porci Catonis de agri cultura (1982) Hrsg. v. Mazzarino, Antonio
- Sallustius Crispus, Gaius: Catilina. Iugurtha. Fragmenta ampliora (1991) Hrsg. v. Kurfess, Alfons
- Hildebertus: Carmina minora (2002) Hrsg. v. Scott, A. Brian
- Catullus, Gaius Valerius: Carmina (1973) Hrsg. v. Bardon, Henry
- Claudianus, Claudius: Claudii Claudiani Carmina (1985) Hrsg. v. Hall, John B.
- Tibullus, Albius: Carmina (1998) Hrsg. v. Luck, Georg
- Paulinus Pellaeus: Carmina (2006) Hrsg. v. Lucarini, Carlo Martino
- Bacchylides: Carmina cum fragmentis (2003) Hrsg. v. Maehler, Herwig
- Carmina Anacreontea (1993) Hrsg. v. West, Martin L.
- Ovidius Naso, Publius: Carmina amatoria (2006) Hrsg. v. Ramirez de Verger, Antonio
- Anubio Poeta Astrologus: Carmen astrologicum elegiacum (2006) Hrsg. v. Obbink, Dirk
- Caecilius Calactinus: Fragmenta (1967) Hrsg. v. Ofenloch, Ernst
- Eutropius: Eutropii Breviarium ab urbe condita (1992) Hrsg. v. Santini, Carlo
- Aristoteles: Athenaion politeia (1994) Hrsg. v. Chambers, Mortimer
- Manilius, Marcus: M. Manilii Astronomica (1998) Hrsg. v. Goold, George P.
- Anaximenes Lampsacenus: Ars Rhetorica (2000) Hrsg. v. Fuhrmann, Manfred
- Charisius, Flavius Sosipater: Ars grammatica. Libri V (1997) Hrsg. v. Barwick, Karl
- Valerius Flaccus Setinus Balbus, Gaius: Argonauticon libri VIII (1980) Hrsg. v. Ehlers, Widu-Wolfgang
- Appianus: Appiani Historia Romana. Volumen III Index nominum (1992) Hrsg. v. Niejenhuis, J. E. van
- Sophocles: Antigone (1996) Hrsg. v. Dawe, Roger D.
- Anthologia Latina (1982) Hrsg. v. Shackleton Bailey, David R.
- Alexander Lycopolitanus: Alexandri Lycopolitani contra Manichaei opiniones disputatio (1989) Hrsg. v. Brinkmann, August
- Alciphron: Alciphronis Rhetoris epistularum libri IV (1969) Hrsg. v. Schepers, M.A.
- Euripides: Alcestis (1983) Hrsg. v. Garzya, Antonio
- Sophocles: Aiax (1996) Hrsg. v. Dawe, Roger D.
- Aegritudo Perdicae (2001) Hrsg. v. Zurli, Loriano
- Adnotationes super Lucanum (1969) Hrsg. v. Endt, Johannes
- Marcus Aurelius Antonius: Ad se ipsum libri XII (1987) Hrsg. v. Dalfen, Joachim
- Gaius Plinius Secundus: Naturalis historiae libri XXXVII. Volumen VI Indices (1970) Hrsg. v. Mayhoff, Karl
- Gaius Plinius Secundus: Naturalis historiae libri XXXVII. Volumen V Libri XXXI–XXXVII (2002) Hrsg. v. Mayhoff, Karl
- Gaius Plinius Secundus: Naturalis historiae libri XXXVII. Volumen IV Libri XXIII–XXX (2011) Hrsg. v. Mayhoff, Karl
- Gaius Plinius Secundus: Naturalis historiae libri XXXVII. Volumen III Libri XVI–XXII (1967) Hrsg. v. Mayhoff, Karl
- Gaius Plinius Secundus: Naturalis historiae libri XXXVII. Volumen II Libri VII–XV (2002) Hrsg. v. Mayhoff, Karl
- Gaius Plinius Secundus: Naturalis historiae libri XXXVII. Volumen I Libri I–VI (1996) Hrsg. v. Mayhoff, Karl
- Plutarchus: Moralia. Volume VI/Fasc 3 Moralia (1966) Hrsg. v. Ziegler, Konrat / Pohlenz, Max
- Plutarchus: Moralia. Volume VI/Fasc 2 Moralia (2001) Hrsg. v. Pohlenz, Max / Westman, Rolf
- Plutarchus: Moralia. Volume VI/Fasc 1 Moralia (2001) Hrsg. v. Hubert, Kurt / Drexler, Hans
- Plutarchus: Moralia. Volume V/Fasc 3 Moralia (2001) Hrsg. v. Hubert, Kurt / Pohlenz, Max / Drexler, Hans
- Plutarchus: Moralia. Volume V/Fasc 1 Moralia (2001) Hrsg. v. Hubert, Kurt / Pohlenz, Max / Drexler, Hans
- Plutarchus: Moralia. Volume IV Moralia (1971) Hrsg. v. Hubert, Kurt
- Plutarchus: Moralia. Volume III Moralia (2001) Hrsg. v. Paton, W.R. / Pohlenz, Max / Sieveking, Wilhelm
- Plutarchus: Moralia. Volume II Moralia (1971) Hrsg. v. Nachstädt, Wilhelm / Sieveking, Wilhelm / Titchener, J.
- Plutarchus: Moralia. Volume I Moralia (1993) Hrsg. v. Paton, W.R. / Pohlenz, Max / Wegehaupt, Hans
- Cornelius Tacitus: Cornelii Taciti libri qui supersunt. Tom. II/Fasc. 4: Dialogus de oratoribus (1983). Hrsg. v. Heubner, Heinz
- Cornelius Tacitus: Cornelii Taciti libri qui supersunt. Fasciculus 2: Germania, Agricola, Dialogus de oratoribus (1970) Hrsg. v. Koestermann, Erich
- Cornelius Tacitus: Cornelii Taciti libri qui supersunt. Fasciculus 2: De origine et situ Germanorum liber (1983). Hrsg. v. Önnerfors, Alf
- Cornelius Tacitus: Cornelii Taciti libri qui supersunt. Pars 1: Historiarum libri (1989). Hrsg. v. Wellesley, Kenneth / Borzsák, Istvan
- Cornelius Tacitus: Cornelii Taciti libri qui supersunt. Fasciculus 1: Historiarum libri (1978). Hrsg. v. Heubner, Heinrich
- Iurisprudentiae antehadrianae quae supersunt. Pars II,2: Primi post principatum constitutum saeculi iuris consulti. Sectio 2 (1985). Hrsg. v. Bremer, Franz P.
- Iurisprudentiae antehadrianae quae supersunt. Pars II,1: Primi post principatum constitutum saeculi iuris consulti. Sectio 1 (1985). Hrsg. v. Bremer, Franz P.
- Iurisprudentiae antehadrianae quae supersunt. Pars I: Liberae rei publicae iuris consulti (1985). Hrsg. v. Bremer, Franz P.
- Lactantius <Placidus>: In Statii Thebaida commentum. Volumen I Anonymi in Statii Achilleida commentum. Fulgentii ut fingitur Planciadis super Thebaiden commentariolum (1997). Hrsg. v. Sweeney, Robert D.
- Seneca, Lucius Annaeus: De clementia libri duo (2016). Hrsg. v. Malaspina, Ermanno
- Polybius: Historiae. Volumen V: Appendix. Indices et historiarum conspectus (2001). Hrsg. v. Dindorf, Ludwig / Büttner-Wobst, Theodor
- Polybius: Historiae. Volumen IV: Libri XX–XXXIX. Fragmenta (1995). Hrsg. v. Dindorf, Ludwig / Büttner-Wobst, Theodor
- Polybius: Historiae. Volumen III: Libri IX–XIX (1995). Hrsg. v. Dindorf, Ludwig / Büttner-Wobst, Theodor
- Herodotus: Herodoti historiae. Volumen II: Libri V–IX. Indices (1997). Hrsg. v. Rosén, Haiim B.
- Polybius: Historiae. Volumen II: Libri IV–VIII (1995). Hrsg. v. Dindorf, Ludwig / Büttner-Wobst, Theodor
- Herodotus: Herodoti historiae. Volumen I: Libri I–IV (1987). Hrsg. v. Rosén, Haiim B.
- Polybius: Historiae. Volumen I: Libri I–III (1993). Hrsg. v. Dindorf, Ludwig / Büttner-Wobst, Theodor
- Hephaestion Thebanus: Apotelesmatica. Volumen II: Hephaestionis Thebani apotelesmaticorum epitomae quattuor (1974). Hrsg. v. Pingree, David
- Hephaestion Thebanus: Apotelesmatica. Volumen I: Hephaestionis Thebani apotelesmaticorum libri tres (1973). Hrsg. v. Pingree, David
- Pausanias Periegeta: Graeciae descriptio. Volumen III: Libri IX–X. Indices (1989). Hrsg. v. Rocha-Pereira, Maria Helena
- Pausanias Periegeta: Graeciae descriptio. Volumen II: Libri V–VIII (1990). Hrsg. v. Rocha-Pereira, Maria Helena
- Pausanias Periegeta: Graeciae descriptio. Volumen I: Libri I–IV (1989). Hrsg. v. Rocha-Pereira, Maria Helena
- Siculus Diodorus: Diodori Bibliotheca historica. Vol. V: Diodori Bibliotheca historica (1985). Hrsg. v. Fischer, Curt Theodor
- Maro, Publius Vergilius: Aeneis (2019). Hrsg. v. Conte, Gian Biagio